# Place Romaine (Bucarest)
 (décembre 2023).
Si vous disposez d'ouvrages ou d'articles de référence ou si vous connaissez des sites web de qualité traitant du thème abordé ici, merci de compléter l'article en donnant les références utiles à sa vérifiabilité et en les liant à la section « Notes et références ».
La place Romaine (en roumain : Piața Romană) est une place du centre de Bucarest en Roumanie.

## Situation
De forme circulaire, la place est située dans le secteur 1 de la ville. Traversée d'est en ouest par le boulevard Dacia, la place est également reliée aux boulevards Lascăr Catargiu qui s'étend au nord-ouest vers la place de la Victoire et Gheorghe Magheru qui part au sud-est en direction de la place de l'Université.

## Édifices et monuments
L'Académie d'études économiques est installé dans un bâtiment au nord de la place.
En 1997, une statue de la Louve capitoline, symbole de la Rome antique, est érigée au centre de la place. En 2010, elle est transférée sur la place de Rome.